# Pierre-Urbain Sartoris
Pierre-Urbain Sartoris (en anglais Peter Urbanus Sartoris ; aussi Urbain Sartoris) est un banquier français-suisse du XIXe siècle, né en juillet 1773 à Genève et décédé à Paris le 30 novembre 1833. Il était installé à Londres et aussi à Sceaux (Hauts-de-Seine).

## Biographie
Il est le fils d'un banquier huguenot genevois, Jean-Jacques Sartoris, et d'Anne Greffuhle (la tante de Jean-Henry-Louis Greffulhe), mariés à Genève en 1766. Tout en vivant Gloucester-Place à côté de Regent's Park à Londres, il a épousé en 1813 Esther Mathilde Tunno, fille du banquier écossais John Tunno (1746-1819) et sœur d'Edward Rose Tunno (en), dont il aura Edward John Sartoris (en), politicien britannique. Sa fille épousera Louis Victor Arthur des Acres de l'Aigle qui laisse son nom à une rue de La Garenne-Colombes, la rue de l'Aigle.
En 1818, il fut pour quelques mois le premier consul de la Confédération suisse en Grande-Bretagne, suivi par Alexandre Prévost,. Prévost écrit : « Il [Urbain Sartoris] avait de la fortune et de l'ambition ou plutôt de la vanité. Il avait espéré, au moyen d'une fonction diplomatique, s'ouvrir les portes de la haute société, et dès qu'il s'assura de la limite tracée à ses prétentions, il ne se soucia plus d'une place sans importance et il me le dit très franchement, en m'offrant de me présenter à sa place ».
Pendant la Restauration, Sartoris a financé quelques canaux autour de Paris d'un montant de millions de francs, et habitait à Sceaux. Il acquit la Garenne de Colombes dont il sera le dernier propriétaire dans son intégralité, avec la rue Sartoris, avant qu'elle soit morcelée en 1865 par sa descendance.

### Famille
Avec Ester Mathilde Tunno (en anglais : Hester Matilda Tunno),
- Jean-Édouard, 30 mai 1814 - 1888 Hampshire devenu Edward John Sartoris (en)
- Henriette-Élisa, 13 aout 1815
- Frédéric-Urbain, 21 janvier 1821
- Charles-Urbain, 14 octobre 1825
- Alfred, 16 décembre 1826 - 1909
- Jules-Alexandre, 22 octobre 1831 - 1863 Dublin